# 私でない私
『私でない私』（わたしでないわたし、原題：Mirror Image）は、サンドラ・ブラウンによる長編ラブサスペンス小説。1990年6月1日にGrand Central Publishing（英語: Grand Central Publishing）より刊行、日本では長岡沙里翻訳により1994年2月に新潮文庫より刊行された。
2016年11月にはNHK大阪放送局制作により『コピーフェイス〜消された私〜』（コピーフェイス〜けされたわたし〜）と題して日本を舞台にテレビドラマ化。あわせて『コピーフェイス―消された私―』へと改題し改版、同年11月1日に新潮文庫より刊行されている。

## 登場人物
- エイブリー・ダニエルズ

KTEXテレビのリポーター
- アイリッシュ・マッケイブ

KTEXテレビのディレクター
- ヴァン・ラブジョイ

KTEXテレビのカメラマン
- テート・ラトレッジ

上院議員候補
- キャロル

テートの妻
- マンディ

テートの娘
- ネルソン

テートの父
- ジー

テートの母
- ジャック

テートの兄
- ドロシー・レイ

ジャックの妻
- ファンシー

ジャックの娘
- エディ・パスカル

テートの選挙参謀
- ブライアン・テート

FBI局員

## 書誌情報
- 私でない私（1994年2月、新潮文庫、ISBN 978-4-10-242501-5）
- コピーフェイス―消された私―（2016年11月1日、新潮文庫、ISBN 978-4-10-242526-8）

## テレビドラマ
『コピーフェイス〜消された私〜』（コピーフェイス〜けされたわたし〜）と題して、NHK大阪放送局制作によりNHK総合「ドラマ10」にて2016年11月18日から12月23日まで放送された。全6回。

### キャスト
広沢 和花（ひろさわ のどか）〈35〉
演 - 栗山千明 / 西原亜希
フリーランスの雑誌記者。
朝倉 柊二（あさくら しゅうじ）〈36〉
演 - 佐藤隆太
「朝倉クリニック」の理事長。
朝倉 芙有子（あさくら ふゆこ）〈36〉
演 - 栗山千明
柊二の妻。夫の弟・洋人と実は不倫関係。
朝倉 洋人（あさくら ひろと）〈33〉
演 - 玉置玲央
柊二の弟。「朝倉クリニック」の院長。実は兄の妻・芙有子と不倫関係。
朝倉 弘明（あさくら ひろあき）〈71〉
演 - 寺田農
洋人・柊二の父。「朝倉クリニック」の元理事長・医院長。
朝倉 佐枝子（あさくら さえこ）〈68〉
演 - 田島令子
柊二・洋人の母。
三島 奈那子（みしま ななこ）〈30〉
演 - 芦名星
「朝倉クリニック」の看護師長。
橘 慎一（たちばな しんいち）〈48〉
演 - 鶴見辰吾
月刊誌『リアル・トゥデイ』の編集長。
森山 ちひろ（もりやま ちひろ）〈35〉
演 - 前田亜季
和花の親友。

### スタッフ
- 原作 - サンドラ・ブラウン『コピーフェイス―消された私―』（新潮社）
- 脚本 - 篠﨑絵里子
- 音楽 - 窪田ミナ
- エンディング・テーマ - 加藤ミリヤ「最高なしあわせ」
- 演出 - 佐々木善春
- 制作統括 - 真鍋斎

### 放送日程
| 各話   | 放送日   | サブタイトル   |
| ------ | -------- | -------------- |
| 第1回  | 11月18日 | 失われた記憶   |
| 第2回  | 11月25日 | 私を捨てた日   |
| 第3回  | 12月02日 | 二人の距離     |
| 第4回  | 12月09日 | 許されぬ裏切り |
| 第5回  | 12月16日 | 暴かれた正体   |
| 最終回 | 12月23日 | 真実の行方     |

### 関連商品
サウンドトラック
- 窪田ミナ『NHK WORKS』（2017年1月25日、スザクミュージック、NGCS-1072）

| NHK ドラマ10                                      | NHK ドラマ10                                                | NHK ドラマ10                                                |
| 前番組                                            | 番組名                                                      | 次番組                                                      |
| ------------------------------------------------- | ----------------------------------------------------------- | ----------------------------------------------------------- |
| 運命に、似た恋 （2016年9月23日 - 2016年11月11日） | コピーフェイス 〜消された私〜 （2016年11月18日 - 12月23日） | お母さん、 娘をやめていいですか? （2017年1月13日 - 3月3日） |